# Glyptothorax dorsalis
Glyptothorax dorsalis är en fiskart som beskrevs av Vinciguerra, 1890. Glyptothorax dorsalis ingår i släktet Glyptothorax och familjen Sisoridae. IUCN kategoriserar arten globalt som livskraftig. Inga underarter finns listade i Catalogue of Life.